# 이백전
이백전(李白全, 생몰년 미상)은 고려 후기의 문신이다. 《신증동국여지승람》권제28 경상도 상주목에는 사부로 진용되어 벼슬이 국자감대사성 보문각학사에 이르렀다고 전하고 있다.

## 개요
고종(高宗) 19년(1232년) 앞서 제1차 몽골 침공 당시 귀주성(龜州城)의 박서(朴犀) · 김경손(金慶孫)과 함께 자주성(慈州城)에서 몽골군을 상대로 승리를 거둔 부사(副使) 최춘명(崔春明)이 고려 조정의 몽골과의 화의 결정을 따르지 않고 몽골군을 상대로 여전히 항전 태세를 굽히지 않아, 몽골군 원수 살리타이의 항의를 받자, 고종은 재추들을 대관전에 모아 회의를 열었으나 결론이 나지 않았고, 당시 무신집권자 최우(崔瑀)가 대집성(大集成)의 요청대로 최춘명을 죽여야 한다고 나섰을 때 다른 신료들이 최우의 위세를 두려워해서 한마디도 하지 못했다. 이때 최우는 내시 이백전을 서경(西京)으로 보내 최춘명을 죽이게 하였는데, 몽골의 관인이 보고 만류하여 최춘명은 목숨을 건질 수 있었다고 한다. 몽골군이 물러간 뒤 최우는 당시 재신들의 반대를 무릅쓰고 강화 천도를 강행하였고, 몽골과의 40년에 걸친 전쟁이 시작되었다. 최우는 강화 천도를 주창한 공이 있다 하여 10월에 진양후로 봉해졌다.
고종 21년(1234년) 가을 7월, 어떤 승려가 도참에 의지해 "양주(楊州) 땅에 대궐을 짓고 거처하면 국운이 8백 년까지 연장될 것"이라고 하였기에 내시 이백전이 왕명을 받들고 왕의 옷을 남경(南京)의 가궐에 봉안하는 역할을 맡았다.
고종 23년(1236년) 앞서 강화로 수도를 옮길 때 개경의 대궐에서 보관하던 부처의 어금니가 든 함의 소재가 미확인 상태라는 것이 뒤늦게 밝혀졌고, 대궐을 뒤졌으나 찾지 못하자 시어사(侍御史) 최충(崔冲)이 설신(薛伸)을 시켜 여러 알자(謁者)들의 거처를 수색하게 하였다. 임진년에 천도할 때의 자문일기(紫門日記)를 살펴 보자는 내신 김승로(金承老)의 제안에 따라 자문일기를 살펴 보고 "입내시대부경(入內侍大府卿) 이백전이 부처의 어금니가 든 함을 받았다"(入內侍大府卿李白全受佛牙函)는 기록을 찾아내 이백전을 불러 물었고, 이백전은 다시 집으로 가서 자신의 개인 일기를 찾아볼 수 있게 해달라고 요청했다. 이백전의 일기에는 "좌번알자(左番謁者) 김서룡(金瑞龍)이 부처의 어금니가 든 함을 받았다"(得左番謁者金瑞龍佛牙函)고 적혀 있었고, 김서룡을 불러 물었으나 그는 대답하지 못했다. 김승로는 임진년부터 5년 동안 어불당과 경령전을 수직했던 자들을 모두 체포해 국문해야 한다고 주장하였는데, 사흘 뒤 한밤중에 김서룡의 집 담장 너머로 무언가를 던지는 소리가 들려 김서룡이 나가보니 부처의 어금니가 든 상자가 떨어져 있었다. 김서룡이 이를 아뢰자 담당 관리들은 김서룡을 비롯해 어불당과 경령전에서 수직했던 자들을 모두 처벌해야 한다고 재차 아뢰었으나 최우가 "부처와 관련된 일에 숱한 사람을 죽이는 것은 부정하다"고 주장하여 김서룡 등의 관련자들은 목숨을 건졌다고 한다.

## 이규보와의 관계
《동국이상국집》(東國李相國集)에는 이규보가 시랑 이백전에게 보낸 시작이 9수 실려 있다. 이규보 자신이 재상이 되기 전에 이백전은 자신의 간밤 꿈에 이규보가 재상이 되는 것을 보았다며 이규보를 찾아와 하례한 적이 있었는데, 이규보는 당시 허튼 소리를 하고 있다며 시를 지어 거절했었다. 훗날 이규보가 재상이 된 뒤에 이백전이 다시 이규보 자신이 전에 보냈던 거절시에 화답하는 시를 보내자 이규보는 다시 시를 지어 그에 화답하였다. 이규보는 관직에서 물러나기를 청한 표문을 올린 다음날 이백전에게 귤을 보냈으며 '이 학사가 다시 농(籠)자 운에 화답해 보내준 시에 차운하다'라는 시에서 자신을 알아준 사람은 이백전이라고 추켜세웠다.
《동국이상국집》후집권1 고율시 '대사성(大司成) 이백순(李百順)의 두 해의 문하생들이 잔치를 베풀어 좌주의 치사함을 위로하는데 공의 아우 이백전 학사도 초청하고 나도 참석하여 술이 취해 빠른 붓으로 써서 좌상에 보이다'라는 시에서 이백전의 형인 이백순과의 친분을 언급하였고, 이백순은 고종 21년(1234년) 이규보와 함께 동지공거(同知貢擧)로써 과거를 주관했던 적이 있다.